# Kasteel Kost
Kost is een kasteel nabij de plaats Mladějov, in de regio Hradec Králové, in Tsjechië. Het kasteel ligt in het gebied bekend als het Boheems Paradijs (Český Ráj). Na de Fluwelen Revolutie werd Kost teruggegeven aan de familie Kinský dal Borgo, een Italiaanse tak van het adellijk geslacht Kinsky von Wchinitz und Tettau.

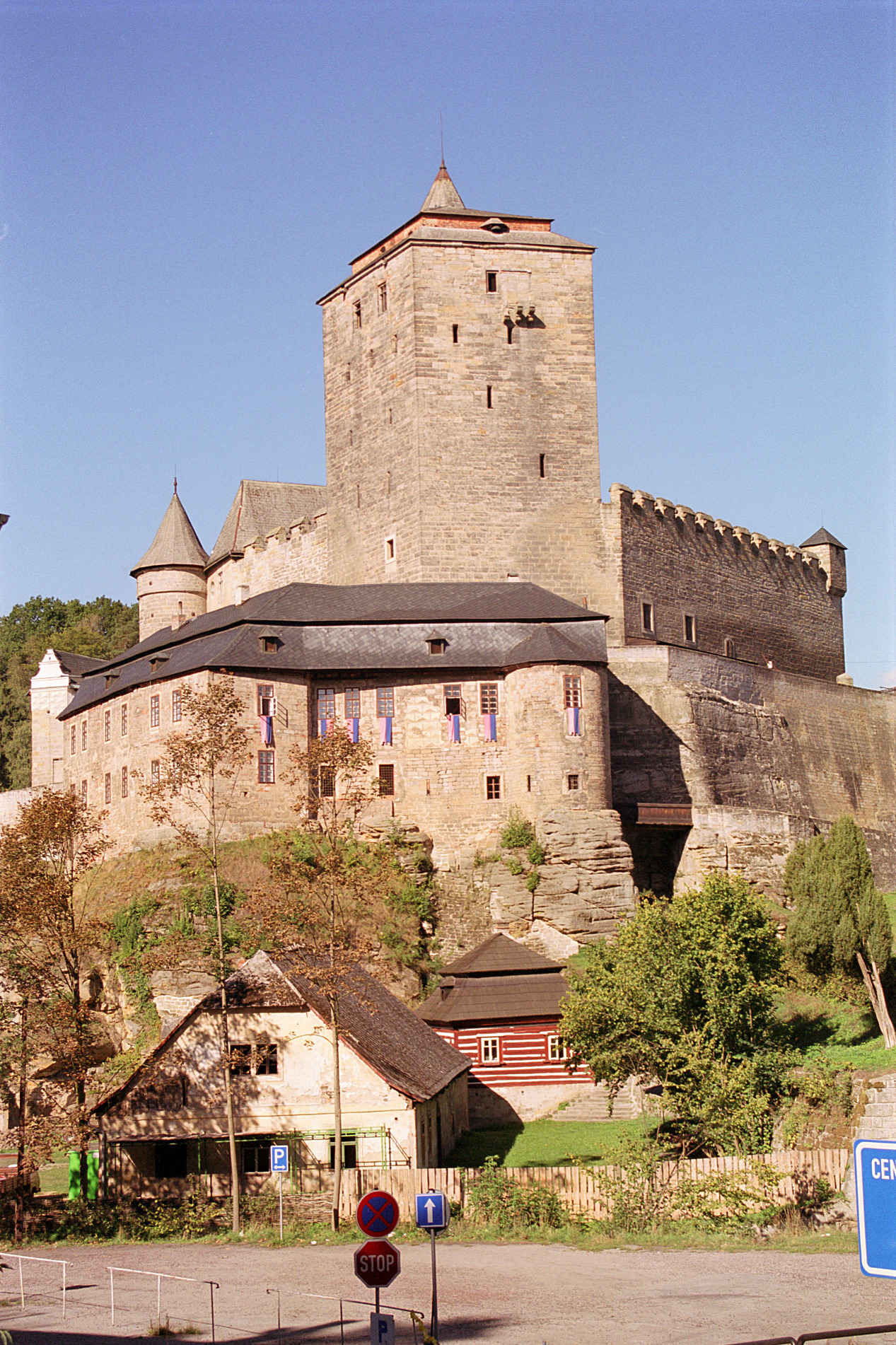
Gezien vanuit het oosten
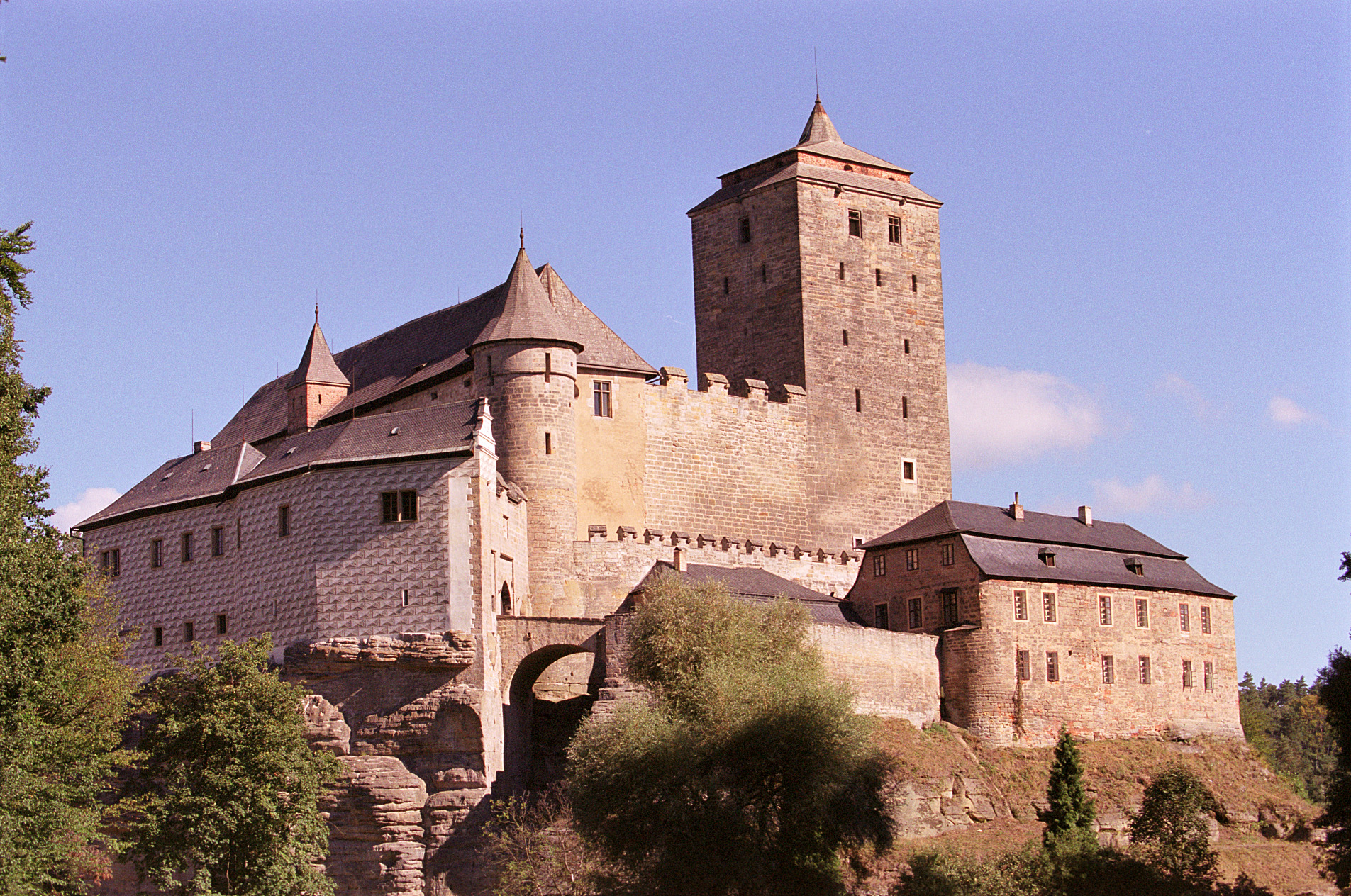
Gezien vanuit het zuidwesten
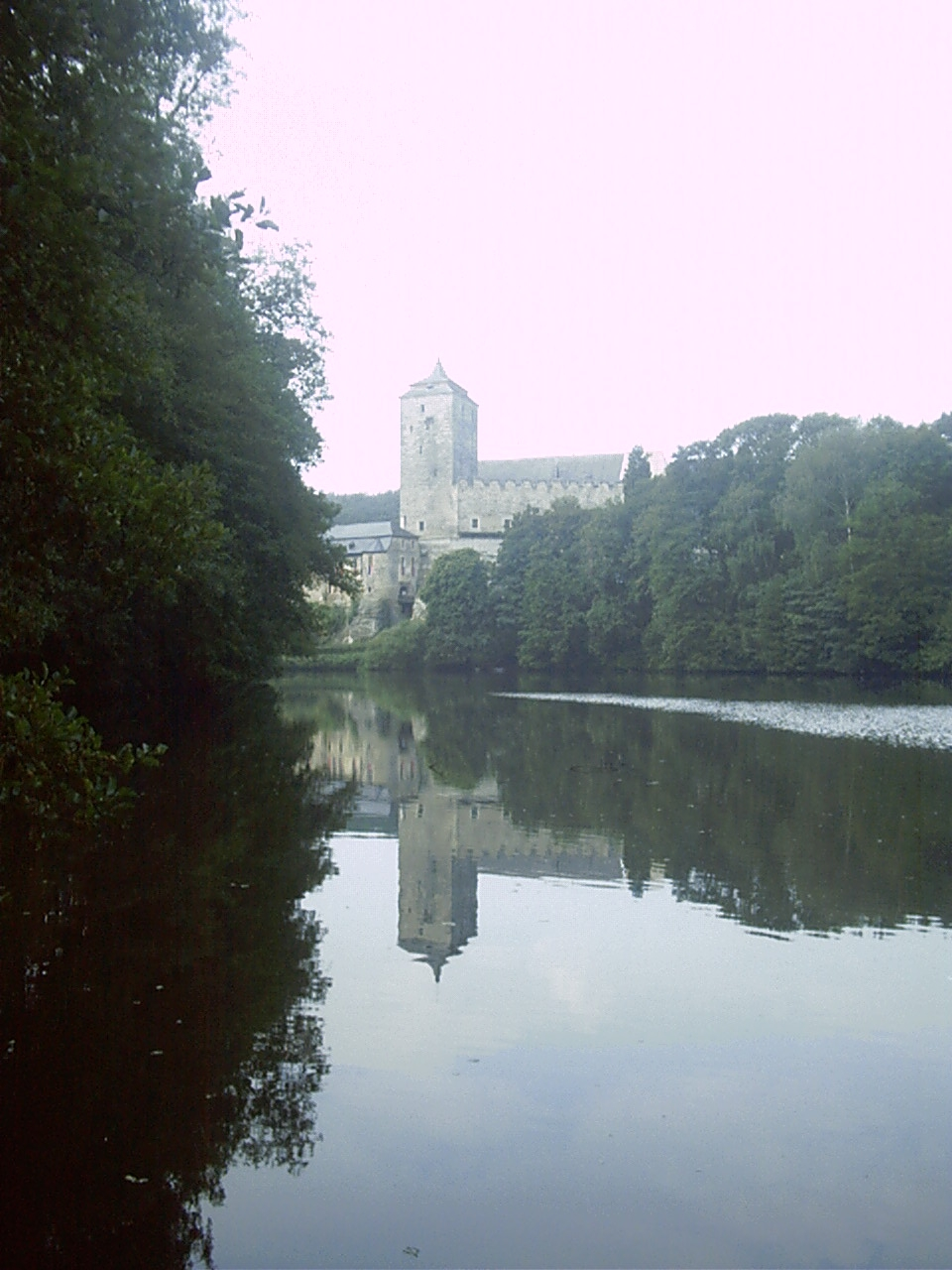
Kasteel Kost met een weerspiegeling in de vijver "Bílý rybník"